# Al-Abbas ibn al-Ma'mun
Al-Abbás ibn al-Ma'mun (¿?-838) fue un príncipe y general abasí, hijo del califa al-Ma'mun (que reinó del 813 al 833). Se distinguió en las guerras árabo-bizantinas, pero, pese a ello, en el momento de elegir nuevo soberano, fue arrumbado en favor de su tío al-Mu'tásim (califa del 833 al 842). En el 838, fue detenido por participar en una confabulación contra este y falleció en la cárcel.

## Gobernador
Era el único hijo varón de al-Ma'mun, que en el 828-829 lo nombró gobernador de la Alta Mesopotamia (Yazira) y de la marca fronteriza mesopotámica (thughur) lindante con el Imperio bizantino. Al-Abbás se distinguió en las incursiones contra los bizantinos. En el verano del 830, condujo una expedición contra los rebeldes jurramitas de Babak Jorramdin, en Azerbaiyán. En la campaña participaron renegados bizantinos, a los que mandaba el general Manuel el Armenio, quien, dada la escasa experiencia militar de al-Abbás puede que fuese quien verdaderamente dirigiese a las tropas. La expedición obtuvo algunas victorias sobre los jurramitas y, a continuación, emprendió la retirada. Cuando pasaba por Adata, cerca de la frontera bizantina, Manuel, que se había granjeado la confianza de al-Abbás y de los oficiales árabes, persuadió al príncipe para que penetrase por los cercanos desfiladeros y corriese las tierras del imperio vecino. Cuando se hallaban ya en territorio enemigo, Manuel aprovechó una cacería para desarmar a al-Abbás y a su séquito y regresar con los bizantinos, acompañado por algunos cautivos bizantinos. Al-Abbás y sus compañeros pudieron, sin embargo, regresar con el grueso del ejército abasí, atravesar de nuevo los desfiladeros, y volver al territorio califal.

Mapa del Asia Menor bizantina y de la frontera árabo-bizantina a mediados del siglo.

Al año siguiente, al-Abbás acompañó a su padre y a su tío al-Mu'tásim en una gran expedición por Anatolia. El ejército abasí se dividió en tres grupos tras cruzar las Puertas Cilicias y conquistar Heraclea Cybistra a comienzos de julio; cada uno de ellos lo mandaba un miembro de la familia real y los tres se dedicaron a talar Capadocia. A diferencia de los otros dos grupos, que poco pudieron hacer en una zona arrasada por incursiones anteriores, el que mandaba al-Abbás logró hacer capitular a la ciudad de Tiana, que destruyó, y vencer en una escaramuza a un ejército enemigo que mandaba el emperador Teófilo (829-842). Al-Ma'mun siguió acosando a los bizantinos en el 832, y su ejército se apoderó de la estratégica fortaleza de Loulon; a finales de ese mismo año, el califa comenzó a reunir un gran ejército y anunció que se aprestaba a conquistar y colonizar Anatolia paulatinamente y que al terminar arrebataría a los bizantinos Constantinopla. La vanguardia del enorme ejército califal partió con el soberano al frente el 25 de mayo del 833, y se apostó en Tiana, que iba a ser su base de operaciones. Para acoger a las tropas, se habían reforzado las defensas de la plaza. A principios de julio, el ejército califal penetró en Anatolia. Pero entonces el califa cayó enfermo y falleció; algunos historiadores creen que no lo hizo por enfermedad, sino como resultado de una conspiración.
Aunque al-Abbás era hijo del califa al-Ma'mun, parece ser que este nombró heredero a su propio hermano al-Mu'tásim poco antes de fallecer. Al-Abbás se apresuró a jurar lealtad a su tío, pero el ejército, descontento con que al-Mu'tásim sucediese a su hermano, trató de proclamar califa a al-Abbás de todas formas. Este se negó y consiguió calmar a las tropas. Pese a ello, la posición de al-Mu'tásim era aún precaria, por lo que decidió abandonar la campaña emprendida por su difunto hermano; se arrasaron las construcciones erigidas en Tiana y en ejército retornó al territorio del califato. A pesar de haber acatado la autoridad de su tío, los grupos opuestos a este se fueron reuniendo en torno a al-Abbás; uno de los motivos primordiales del descontento era la creciente dependencia del nuevo califa de sus soldados esclavos de origen turco (ghilman), a los que mostraba cada vez más favor. El disgusto originó una confabulación que encabezó el general 'Ujayf ibn 'Anbasa y que pretendió asesinar al califa y poner en su lugar a al-Abbás; este conocía la confabulación. La maquinación fue, empero, descubierta mientras al-Mu'tásim se hallaba de campaña contra los bizantinos; el califa recibió la noticia cuando acababa de saquear Amorio. Las pesquisas quedaron a cargo del general turco Ashinas, hombre de confianza del califa, y terminaron con la ejecución de la mayoría de los conspiradores. Los ajusticiamientos, sin embargo, pronto se transformaron en una purga del ejército que acabó con la primacía de los jorasaníes y que marcó el comienzo del dominio turco en los ejércitos califales. Por su parte, al-Abbás fue aprisionado y murió encarcelado en Manbiŷ en el 838; sus hijos varones también fueron enviados a prisión y ajusticiados por orden de Ashinas.